# Hilderaldo Bellini
Hilderaldo Luis Bellini (ur. 7 czerwca 1930 w Itapira w stanie São Paulo, zm. 20 marca 2014 w São Paulo) – brazylijski piłkarz występujący na pozycji obrońcy.
Podczas swojej kariery grał dla CR Vasco da Gama oraz São Paulo FC. Z reprezentacją Brazylii zdobył mistrzostwo świata na mundialu 1958 (był kapitanem) i 1962. Jego pomnik stoi przed stadionem Maracana w Rio de Janeiro.